# Ctenomys pearsoni
El tucutucu de Pearson o Ctenomys pearsoni (Lessa & Langguth, 1983) es una especie de roedor del género Ctenomys. Es una especie endémica de Argentina y Uruguay; presenta un rango de distribución muy restringido en ambos países.

## Bioloía y Ecología
La especie fue descrita por los zoólogos Enrique P. Lessa y Alfredo Langguth, en el año 1983.La localidad tipo  es “arroyo Limetas, 25 km al sudeste de Carmelo, departamento de Colonia, Uruguay”.
Etimología
El epíteto específico es un epónimo se refiere al apellido de la persona a quien le fue dedicada la especie, el zoólogo y etólogo estadounidense (especializado en pequeños mamíferos) Oliver Paynie Pearson.

## Distribución geográfica y hábitat
Esta especie de roedor es endémica del Uruguay y de Argentina. Se distribuye en la franja costera uruguaya del Río de la Plata. 

## Conservación

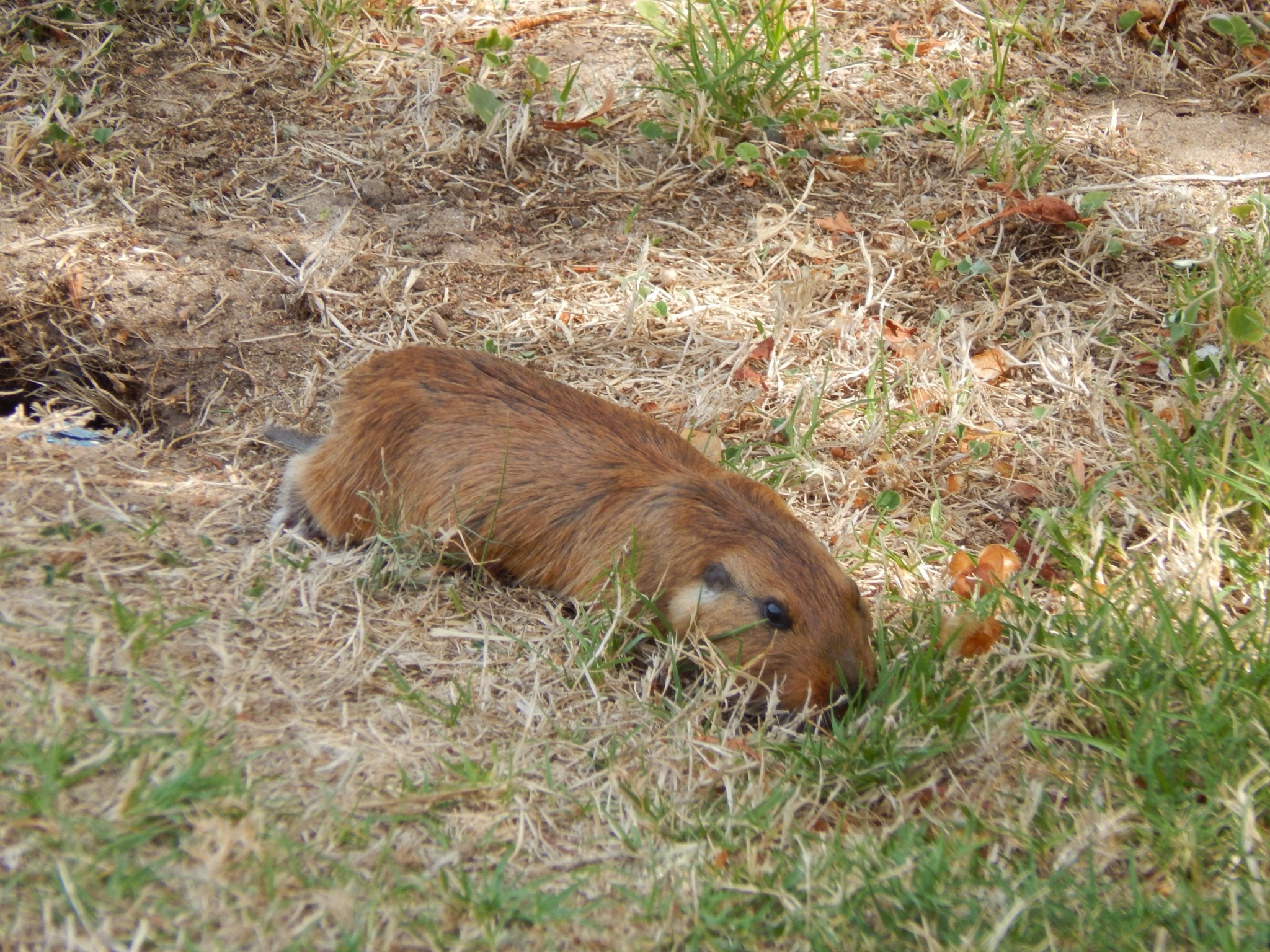
Tucu tucu fuera de su madriguera en actividades de forrageo

Según la organización internacional dedicada a la conservación de los recursos naturales Unión Internacional para la Conservación de la Naturaleza (IUCN), al sufrir varias amenazas (como la urbanización y utilización de su hábitat por el turismo o para ser dedicado a la agricultura) además de vivir en pocas áreas protegidas, la clasificó como una especie “casi amenazada” en su obra: Lista Roja de Especies Amenazadas.